# Endre Molnár
Endre Molnár (Gheorgheni, 23 luglio 1945) è un ex pallanuotista ungherese, vincitore di una medaglia d'oro alle olimpiadi di Montréal 1976, una d'argento a Monaco 1972 e due di bronzo alle olimpiadi di Mosca 1980 e Città di Messico 1968. Ha conquistato anche un oro ai mondiali di Belgrado 1973 e due ori europei (Belgrado 1974 e Jönköping 1977). A livello mondiale ha ottenuto anche due medaglie d'argento. Da allenatore ha vinto tre campionati ungheresi con il Vasas.